# Eupithecia rivosulata
Eupithecia rivosulata är en fjärilsart som beskrevs av Karl Dietze 1875. Eupithecia rivosulata ingår i släktet Eupithecia och familjen mätare. Inga underarter finns listade i Catalogue of Life.